# Laurinska villan, Djursholm

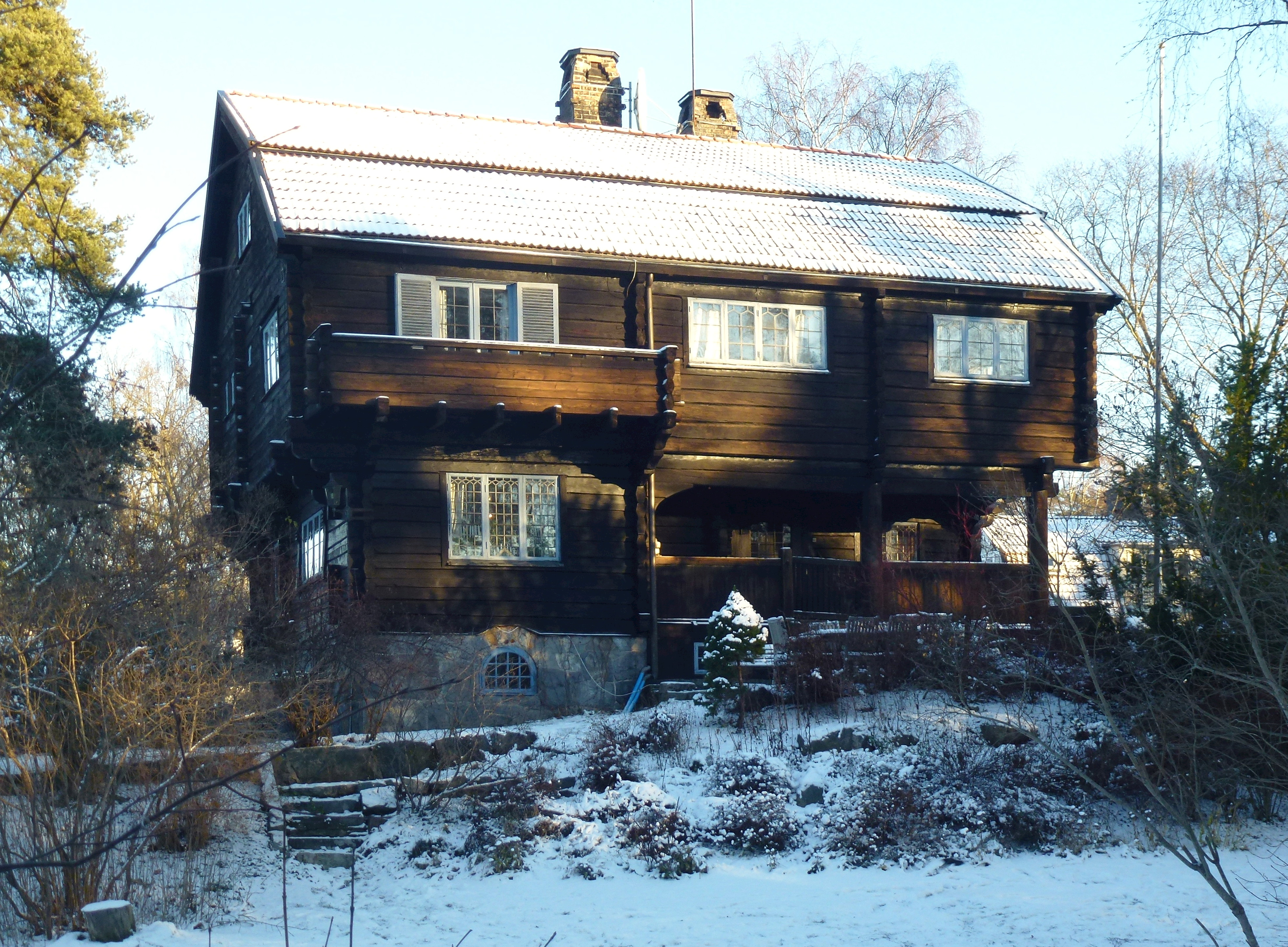
Laurinska villan, december 2013

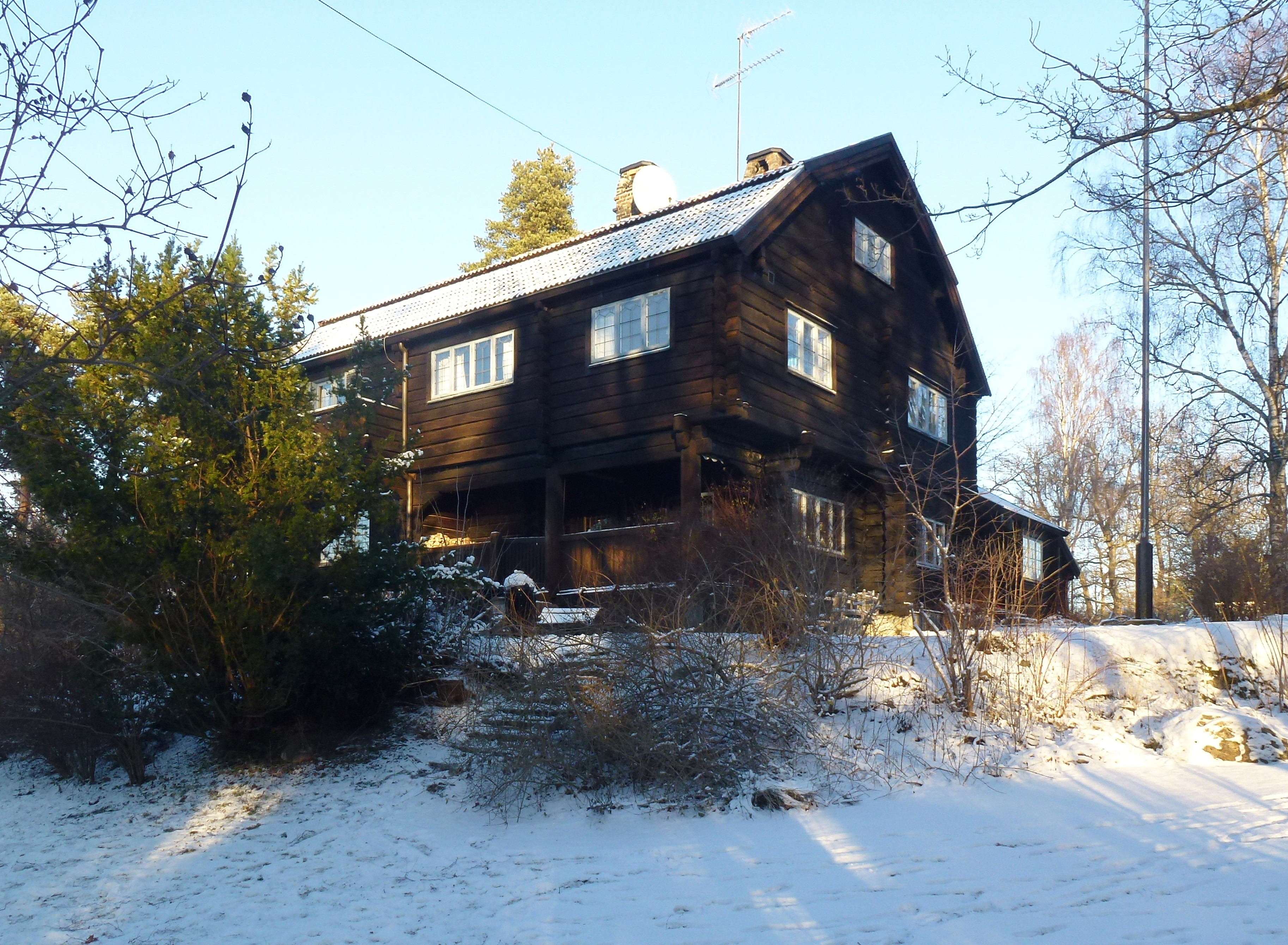
Laurinska villan, december 2013

Laurinska villan är en kulturhistoriskt värdefull byggnad vid Hildingavägen 26 i Djursholm, Danderyds kommun. Villan ritades 1910 av arkitekt Karl Güettler.

## Beskrivning
Arkitekt Güettler kom att spela en framträdande roll i den allmogeromantiska arkitekturvågen efter sekelskiftet 1900. Byggnadsstilen gav uttryck för en förstärkt nationalromantik. Ett exempel härpå är Högloftet och Nyloftet på Skansen som han ritade 1904-1905. Den Laurinska villan i Djursholm ritade han 1910 för överdirektören Paul Laurin, chef för Försäkringsinspektionen. Huset har tillsammans med Lars Israel Wahlmans Villa Tallom i  kommundelen Stocksund framhållits som en av de arkitekturhistoriskt mest intressanta villorna inom denna stil. Laurinska villan är sedan 1987 byggnadsminnesmärkta.
Villan är ett tvåvånings timmerhus. Ytterväggarna består av mörkbruntjärat liggtimmer med blåmålade fönstersnickerier. Taket är brutet och tegeltäckt med dekorativt utformade skorstenar. Interiören är välbevarad och präglas av samma rustika formgivning som husets yttre. Här märks friliggande, grovt bilat timmer, synliga takbjälkar och tunga innerdörrar med kraftiga beslag, kompletterat med snidade ornament och dekorativa takmålningar. Villan är idag byggnadsminnesmärkt.